# Tanohata
Tanohata (田野畑村, Tanohata-mura) est un village du district de Shimohei, situé dans la préfecture d'Iwate, au Japon.

## Géographie

### Situation
Tanohata se situe dans le nord-est de la préfecture d'Iwate, au bord de l'océan Pacifique, au Japon.

### Démographie
Au 1er décembre 2015, la population de Tanohata s'élevait à 3 466 habitants répartis sur une superficie de 156,19 km2.

## Histoire
Le village de Tanohata a été officiellement fondé le 1er avril 1889.
Le village a été plusieurs fois sérieusement endommagé par des tsunamis : en 1896, en 1933 et en 2011 par le séisme de 2011 de la côte Pacifique du Tōhoku.

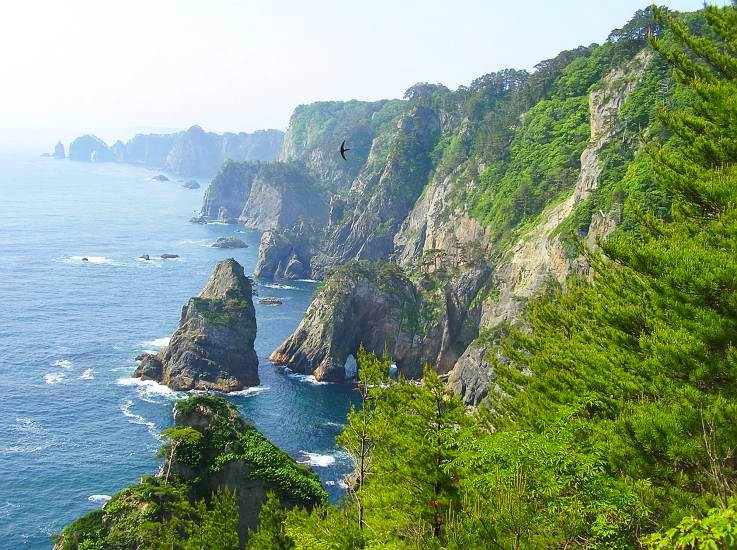
La côte rocheuse le long du Pacifique.